# Jakobsbergs gård, Stockholms kommun
För andra betydelser, se Jakobsberg (olika betydelser).

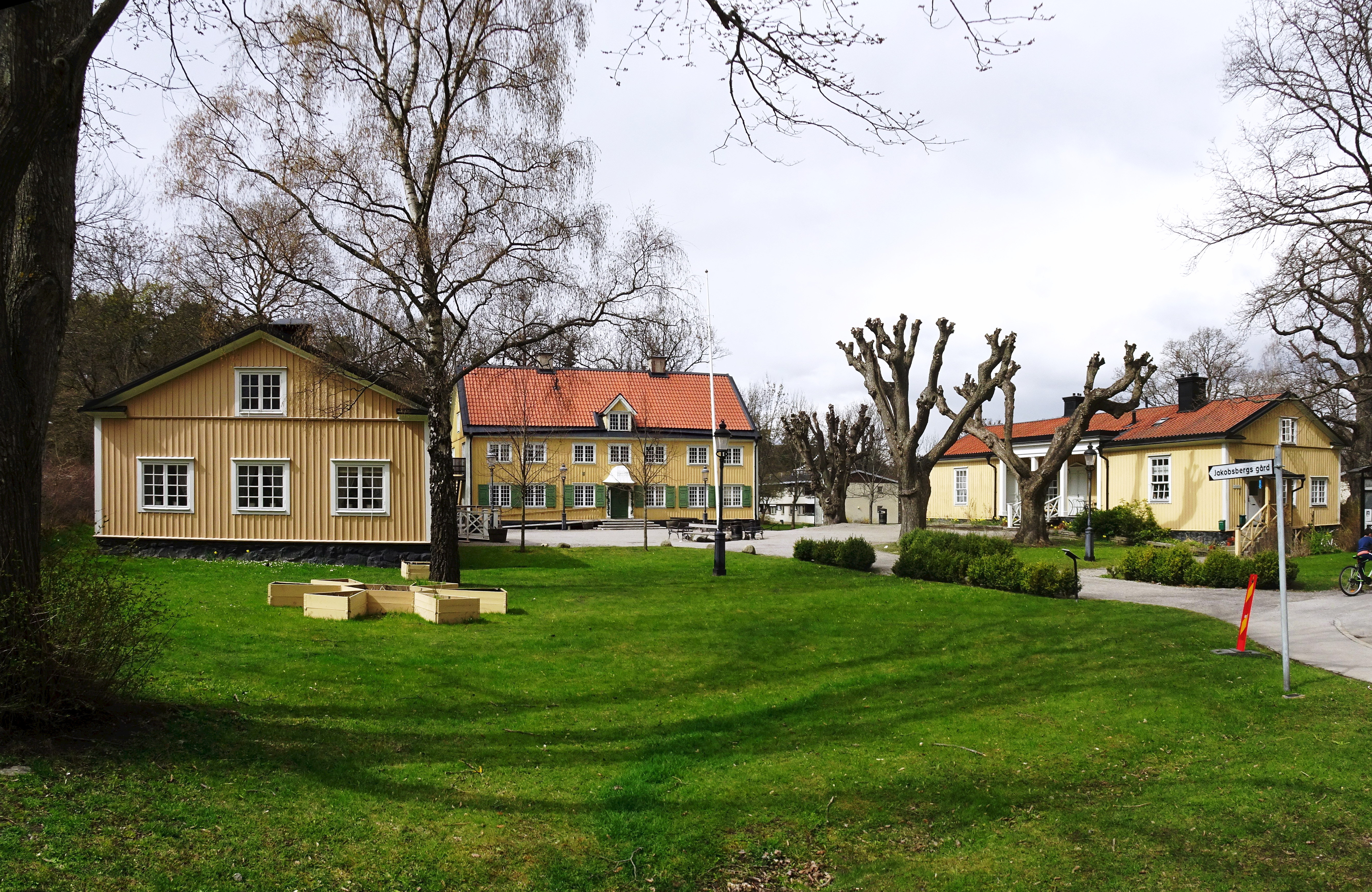
Jakobsbergs gård i april 2016.

Jakobsbergs gård ligger vid Odd Fellowvägen 18-22 i stadsdelen Bredäng i Stockholms kommun. Jakobsbergs gård var ursprungligen ett torp under Sätra gård med anor från början av 1600-talet. Den nuvarande herrgårdsliknande byggnaden tillkom under 1750-talet, då gården blivit sommarnöje för välbeställda stockholmare. Gården är blåklassad av Stadsmuseet i Stockholm, vilket innebär att bebyggelsens kulturhistoriska värde av stadsmuseet anses motsvara fordringarna för byggnadsminnen i Kulturmiljölagen.

## Historik

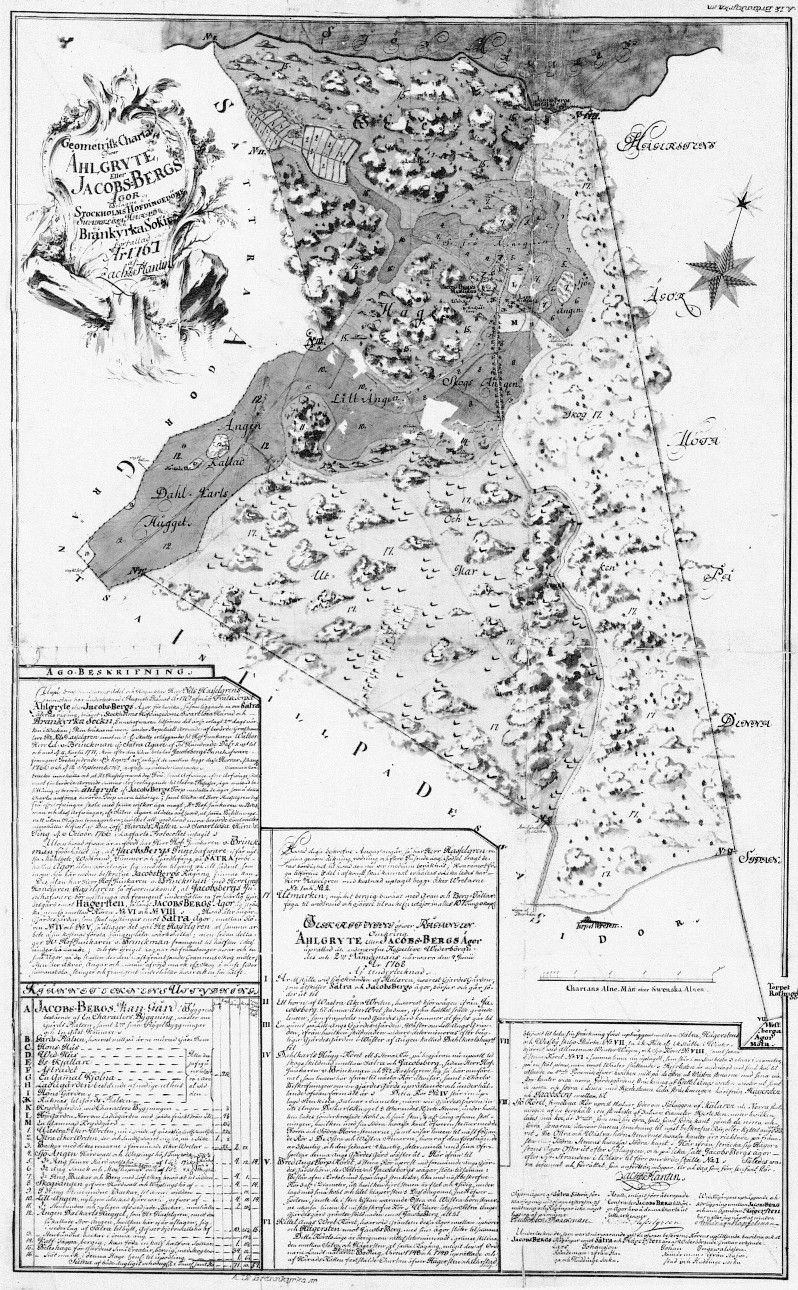
Jacobsbergs ägor 1767.

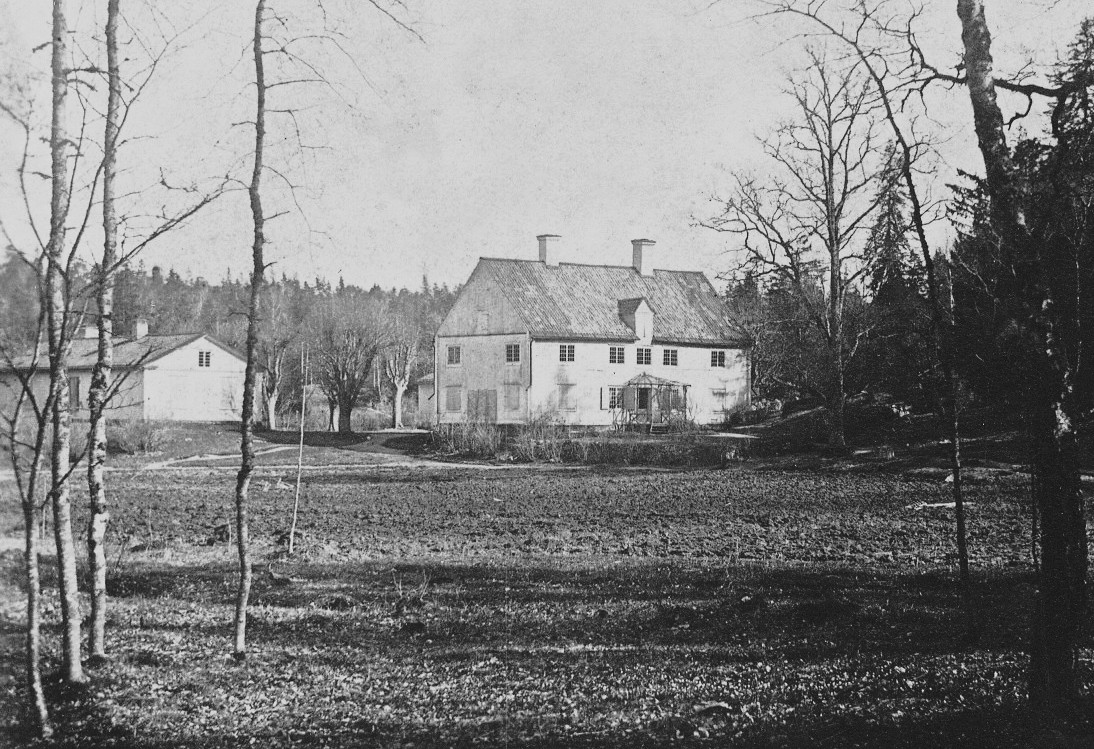
Jakobsbergs gård, 1865

Den 9 augusti 1602 rannsakades inför Stockholms rådhusrätt skomakaren Anders Christoffersson samt fadern Christoffer Geting för att ha begått ett flertal stölder, bland annat "glas vthur sochnestugen" i Älvsjö samt även två hela fönster. Duon, inklusive respektive hustrur, anklagades vidare för att ha stulit tegel i Horn inne på Södermalm. Rådhusrätten konstaterade att "Desse tiufuer hafua bygdt sigh enn stugu widh Vlfuegryta". Torpet omnämns sedan Olfuegrytt (1627), Åhlegryta (1715), Åhlgryta (1725). På en karta från 1748 förekommer så de alternativa namnen "Jacobsberg eller Ulfgryte, Torp under Sätra." Namnets ursprung är således kopplat till någon form av vargtillhåll.
Från 1726 arrenderades torpet av olika stockholmare. År 1748 övertogs arrendet av garvaren Jacob Graver vilken döpte torpet till Jakobsberg och med tillstånd av ägaren till Sätra påbörjade ombyggnaden till herrgård. På en karta över Åhlgryte eller Jacobs-Bergs ägor från 1767 sträcker sig egendomen från Mälaren i norr ner till torpet Västertorp i söder. I öster vidtar Hägerstens gårds ägor och i väster Sätra gårds.
Omkring 1820 var Carl Fredrik Coyet ägare till gården. Troligtvis uppfördes de båda pelarprydda flyglarna i klassisk stil under denna tid. Carl och Fredrika Limnell hyrde gården på 1860-talet vilket resulterade i att de lät uppföra Villa Lyran i närheten av Jakobsbergs gård. Den sista privata ägaren var K.E. Boström.
År 1912 testamenterades egendomen av Boström till Ersta diakonianstalt, Sällskapet Vänner till Pauvres Honteux samt Stockholms sjukhem. År 1961 förvärvades egendomen tillsammans med Sätra gård av Stockholms stad för att bygga stadsdelarna Bredäng och Sätra. 

### Från förfall till föreningsgård under 1960- och 1970-talet
1964 låg Jakobsbergs gård övergiven och förfallen då bibliotekarien Kerstin Elfstrand besökte gården. Jakobsbergs gård fanns med på stadsplanemodellen som Svenska Bostäders arkitekter ställde ut i biblioteket. Kerstin Elfstrand undrade vad som skulle hända med gården och kontaktade arkitekterna, som inte visste mer än att gården var K-märkt, och föreslog att hon skulle rädda den. Då samlade hon ABF, TBV, Hägerstens hembygdsförening, Hägerstens konstförening och diskuterade sina idéer om att göra Jakobsbergs gård till en föreningsdriven kulturgård för de nyinflyttade Bredängsborna. Hon kontaktade därefter Svenska bostäder som ville ha en miljon för att överlåta gården. Då vände hon sig till Stockholms stads fastighetskontor, som övertog gården och först ville göra om den till en konferensgård. Kerstin Elfstrand fick kämpa hårt för att få med sig alla föreningar i området, men år 1967 bildades Föreningen Jakobsbergs gård av 19 föreningar, och de lyckades övertala Fastighetskontoret att restaurera Jakobsbergs gård, som då hade vandaliserats och eldhärjats, när den stått övergiven. Renoveringen och uppbyggnadsarbetet gick långsamt och låg tidvis ner, men den 16 maj 1973 kunde kultur- och föreningsgården invigas. 
I dag är det cirka 25 föreningar/medlemsorganisationer som gemensamt driver Jakobsbergs gård genom den valda gårdsstyrelsen.

## Byggnader

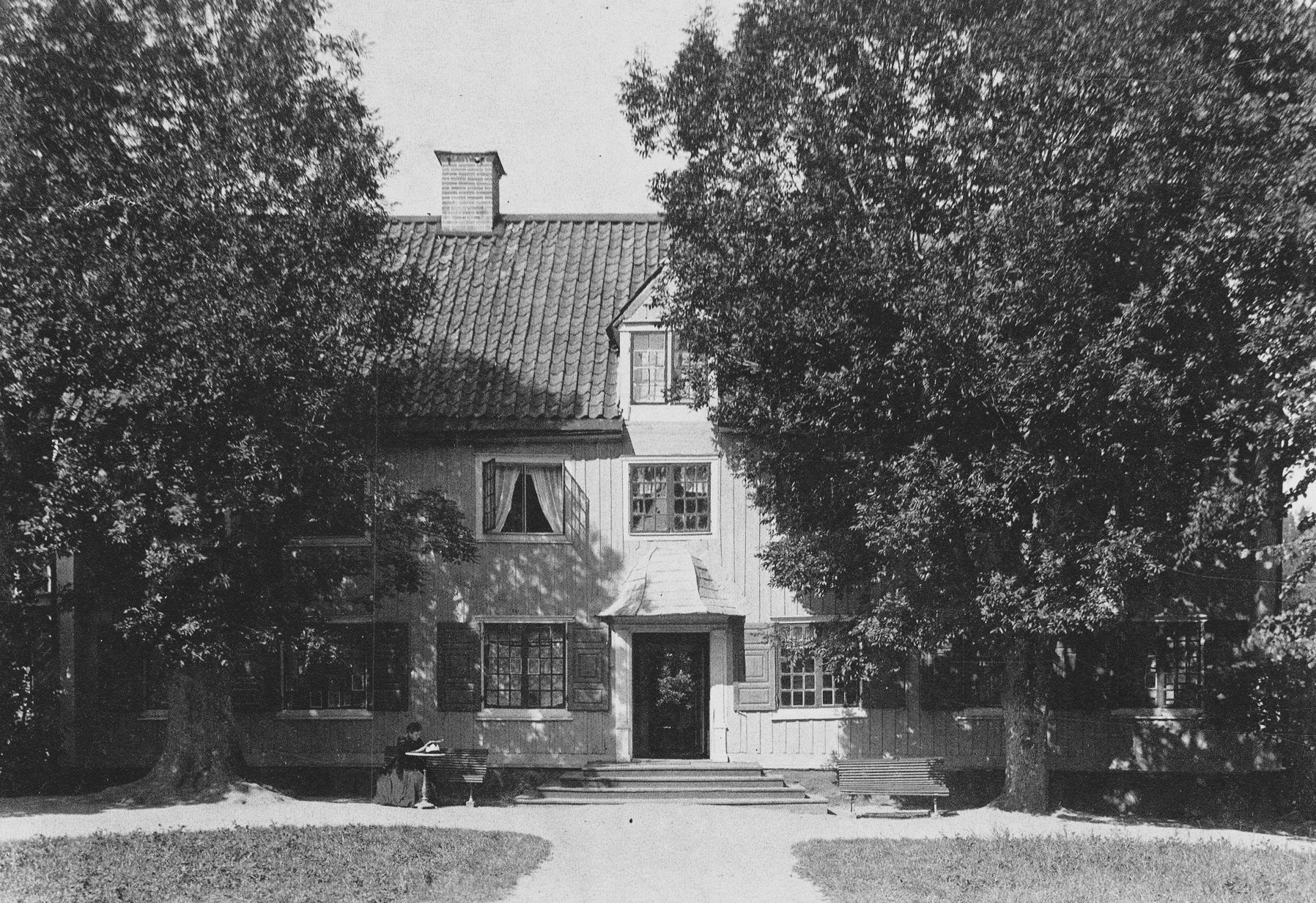
Huvudbyggnaden, 1890.

Huvudbyggnaden är ett gulmålat trähus i två våningar under ett sadeltak. De småspröjsade fönstren tillkom förmodligen i samband med upprustningen på 1960-talet. Byggnaden flankeras av en norra och södra flygel i en våning. Ursprungligen fanns ladugårdsbyggnader som var placerade i slutet av huvudaxeln i väster (där ligger numera ett barndaghem). Till gården hörde även vedbacke, köksträdgård, blomsterparterr och fruktträdgård. Hela skogspartiet ner mot Mälaren var gestaltad som en engelsk park.
I huvudbyggnaden finns idag åtta rum i två plan inklusive Jakobssalen med nyrenoverade väggmålningar från 1700-talets mitt. Södra flygeln är i mera rustik stil och har ett dansgolv, medan norr flygeln innehåller två rum och kök. Norra flygeln brann i juli 1967 men gick att rädda och reparerades.
Enligt Stockholms stadsmuseum är Jakobsbergs gård "synnerligen kulturhistoriskt värdefull" och utgör "en god exponent för Mälarsträndernas sommarherrgårdar..." Bebyggelsen är blåklassad i Stadsmuseets kulturhistoriska klassificering av Stockholms bebyggelse. Det innebär att gården anses motsvara fordringarna för byggnadsminnen i Kulturmiljölagen.

## Nuvarande användning
Jakobsbergs gård ägs av Stockholms kommuns AB Stadsholmen. Den hyrs av Föreningen Jakobsbergs gård för användning av föreningar och privatpersoner.

## Fotogalleri

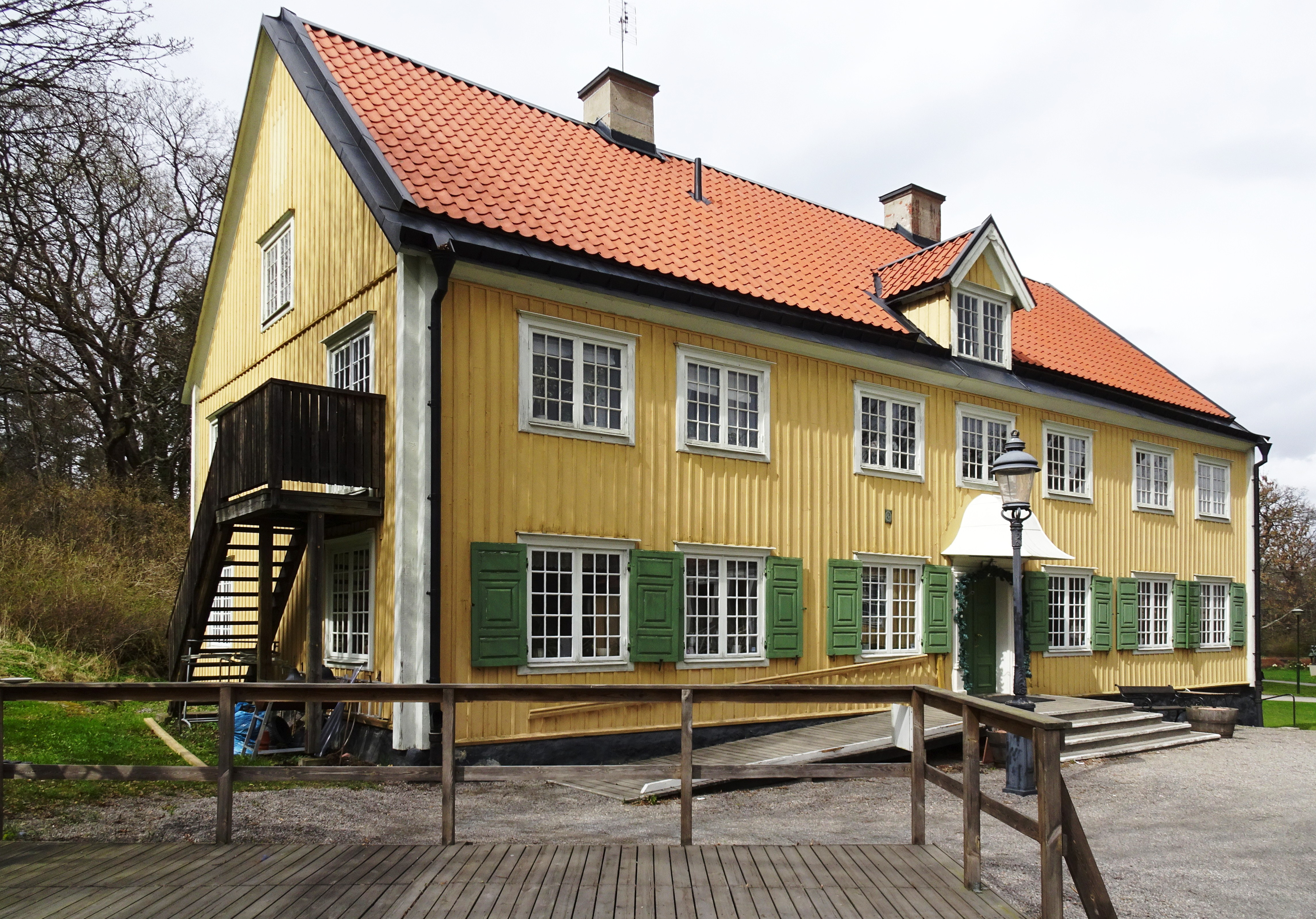
Huvudbyggnad
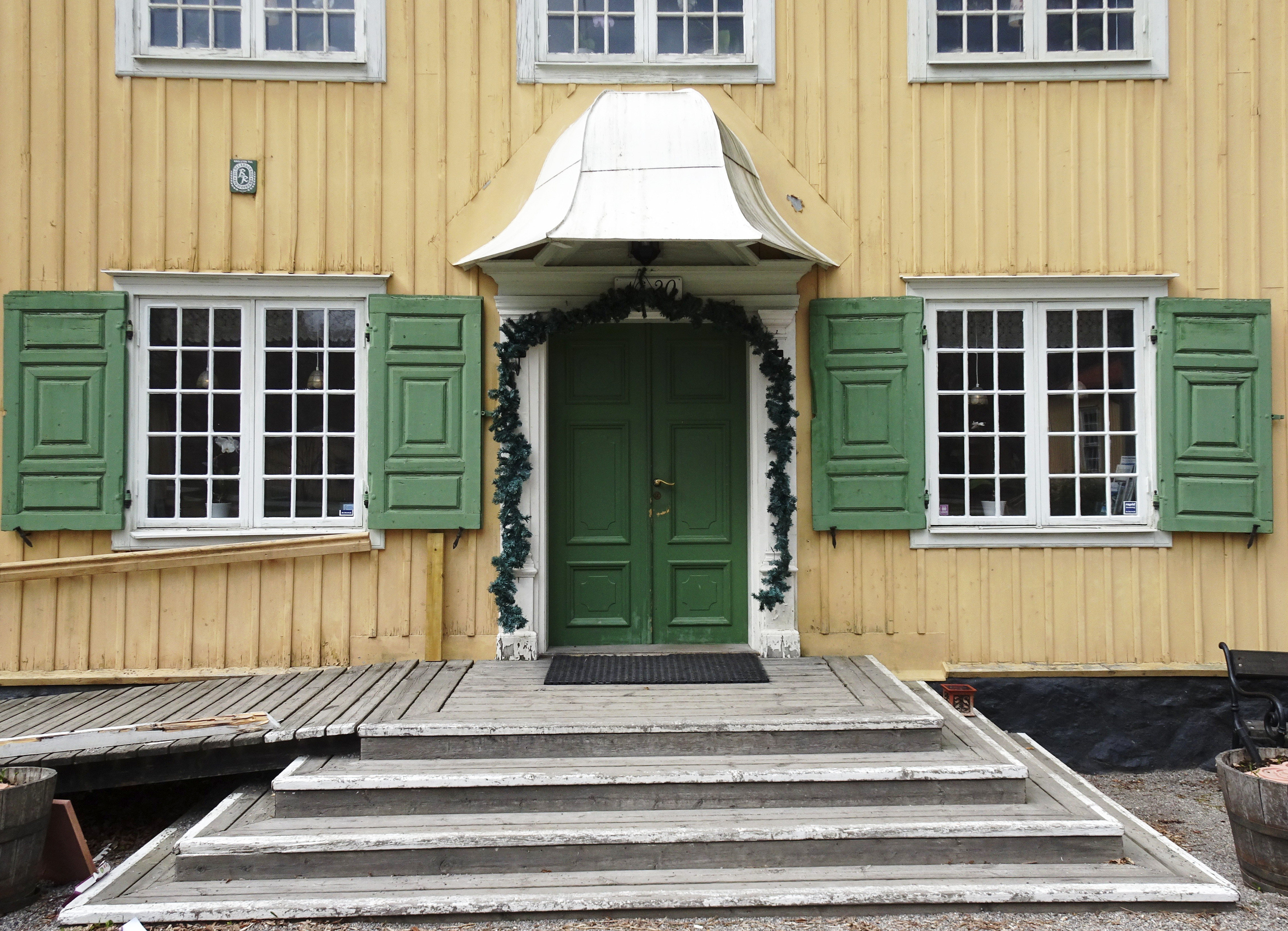
Entrén med sitt klockformade skärmtak
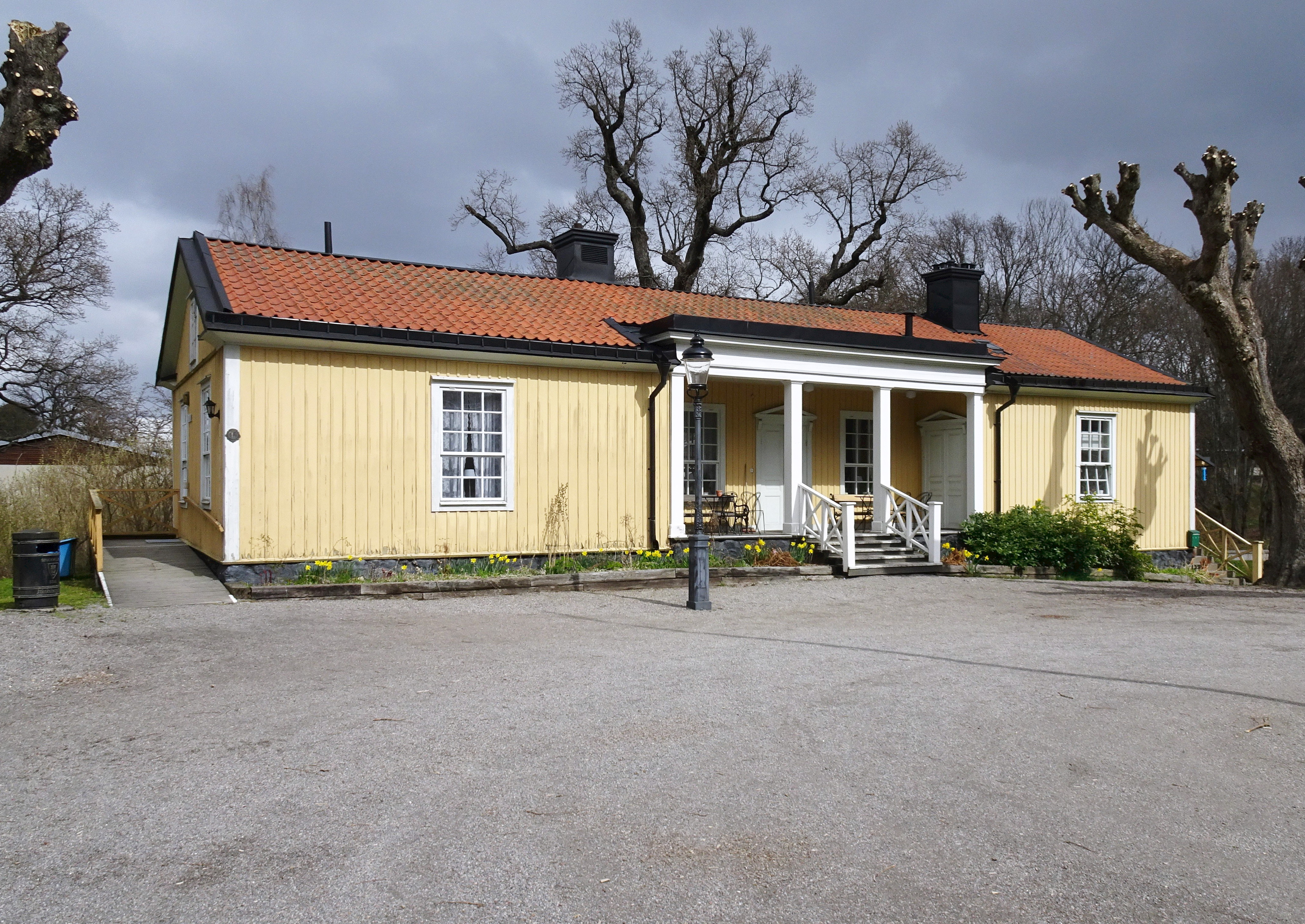
Norra flygeln
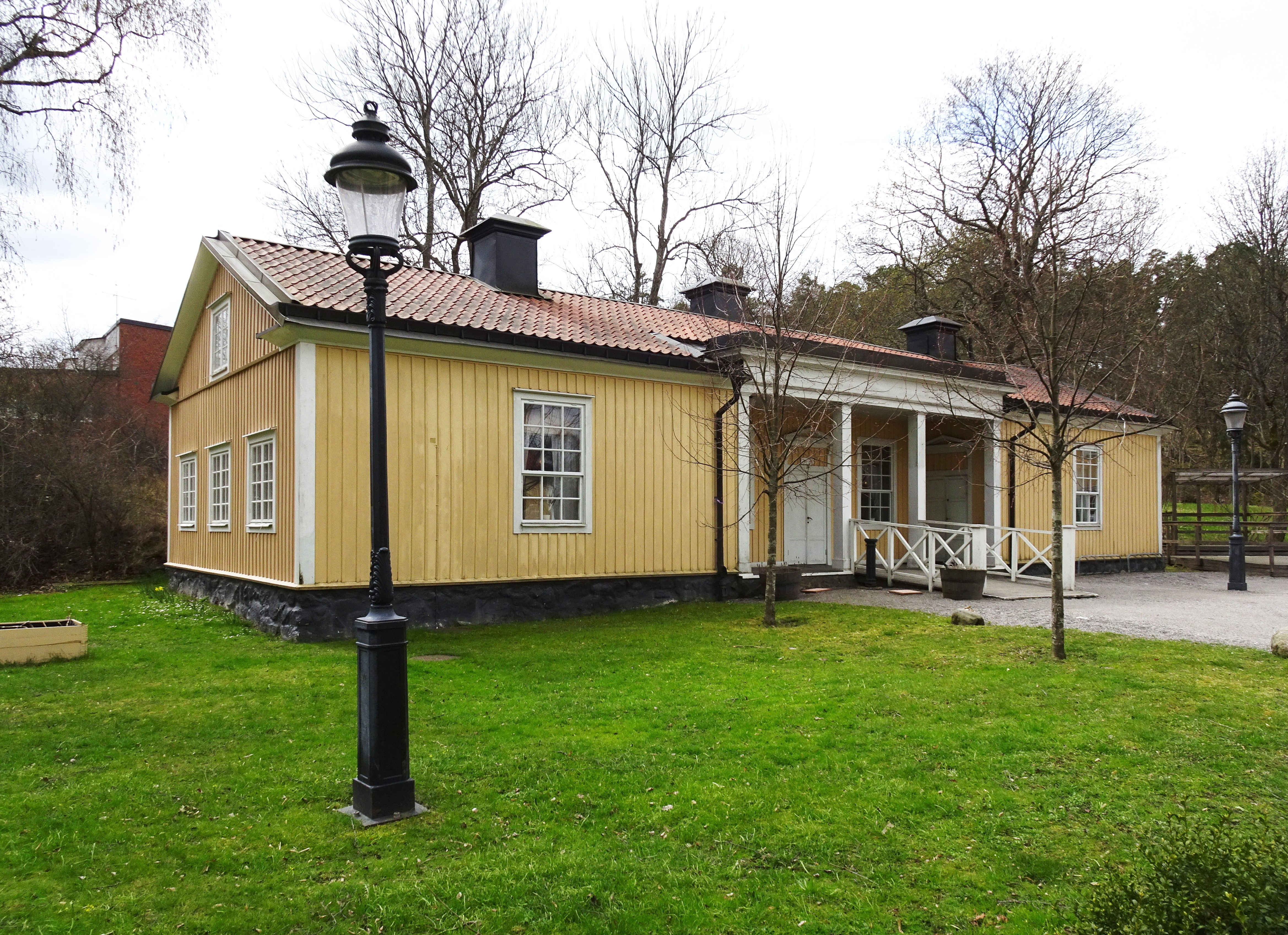
Södra flygeln